# Poggio-d'Oletta
Poggio-d'Oletta (korziško U Poghju d'Oletta) je naselje in občina v francoskem departmaju Haute-Corse regije - otoka Korzika. Leta 1999 je naselje imelo 140 prebivalcev.

## Geografija
Kraj leži v severnem delu otoka Korzike 19 km jugozahodno od središča Bastie.

## Uprava
Občina Poggio-d'Oletta skupaj s sosednjimi občinami Barbaggio, Farinole, Oletta, Olmeta-di-Tuda, Patrimonio, Saint-Florent in Vallecalle sestavlja kanton Conca-d'Oro s sedežem v Oletti. Kanton je sestavni del okrožja Calvi.
1. ↑  »Populations légales 2016«. Nacionalni inštitut za statistične in gospodarske raziskave. Pridobljeno 25. aprila 2019.